# Christoph Jentsch
Christoph Jentsch (* 21. Dezember 1931 in Niederwartha; † 6. Januar 2015 in Frankenthal (Pfalz)) war ein deutscher Geograph und Professor für Geographie.

## Leben
Jentsch studierte Geographie, Ethnologie und Geschichte in Frankfurt am Main, Innsbruck und München. Er wurde 1960 in Innsbruck mit einer Arbeit über das Brunecker Becken zum Doktor der Philosophie promoviert und habilitierte sich 1971 bei Carl Rathjens jun. in Saarbrücken über das Nomadentum in Afghanistan. Im selben Jahr wurde er Professor in Saarbrücken, 1972 dann in Stuttgart. 1973 wurde er als ordentlicher Professor für Geographie auf den Lehrstuhl für Anthropogeographie und Länderkunde des Geographischen Institutes der Universität Mannheim berufen. Von 1979 bis 1982 war er auch Prorektor der Universität Mannheim. Christoph Jentsch leitete jahrelang das Geographische Institut der Universität Mannheim als Geschäftsführender Direktor. Von 1990 bis 2005 leitet er auch das Institut für Landeskunde und Regionalforschung der Universität Mannheim. Im Jahr 2000 wurde er emeritiert.
Der Rathjens-Schüler und Hochgebirgsexperte Christoph Jentsch galt jahrzehntelang als der einzige Afghanistanexperte (in Bezug auf geografische Länderkunde) in Deutschland. Jentsch galt weiterhin als Experte für Tirol und Südtirol.
Zu seinen Schülern gehörten der Südtirolexperte Rainer Loose, die Kanadaexpertin Barbara Hahn, der Minderheitenexperte Rainer Joha Bender, der GIS-Experte Thomas Ott, der Leiter des IFL Sebastian Lentz, sowie Rainer Lukhaup und Ralf Scheffel; auch der Physiogeographie und Mittelmeerexperte Christophe Neff wurde von Jentsch beeinflusst.
Christoph Jentsch gehörte noch zur Generation der „Forschungsreisenden in Sachen Geographie und Entdeckungen“, einer Generation von geographischen Hochschullehrern & Naturforschern, die es heute so nicht mehr gibt. So brach Christoph Jentsch in den 1960er Jahren mit dem Auto von Saarbrücken auf eine lange und entbehrungsreiche Forschungsreise durch den Balkan, Taurus, Kaukasus in den Hindukusch nach Afghanistan um seine Habilitationsforschungen über das Nomadentum in Afghanistan durchzuführen. In diesem Sinn kann Jentsch  gleichgestellt werden mit Germaine Tillion oder Théodore Monod.
Jentsch starb am 6. Januar 2015 im pfälzischen Frankenthal, wo er auch wohnte, im Alter von 83 Jahren.

## Veröffentlichungen (Auswahl)
- Das Fach Geographie an der Mannheimer Hochschule 1907 bis 2006. Eine Dokumentation von Christoph Jentsch.  Frankenthal 2009.
- als Hrsg. mit Alexander Scheid und Christophe Neff: Flächenextensivierung im Mittleren Schwarzwald. Ergebnisse und Diskussion der in der Raumschaft Schramberg durchgeführten geographischen und landschafts-feuerökologischen Untersuchungen (= Materialien zur Geographie. Band 34). Geographisches Institut der Universität Mannheim, Mannheim 2004, ISBN 3-923750-92-7.
- Visionen von der idealen Stadt: Beiträge zur Ausstellung „Ildefons Cerdà (1815–1876)“ an der Universität Mannheim 2002. Mannheim 2002, ISBN 3-923750-87-0.
- als Hrsg. mit Dieter Anhuf: Beiträge zur Landeskunde Südwestdeutschlands und angewandten Geographie. Mannheim 1997, ISBN 3-923750-72-2.
- mit Jürgen Bähr und Wolfgang Kuls: Bevölkerungsgeographie. Berlin 1992, ISBN 3-11-008862-2
- Höhengrenzen in Hochgebirgen: Vorträge und Diskussionen eines DFG-Rundgespräches in Saarbrücken am 15. u. 16. Mai 1979. Carl Rathjens zum 65. Geburtstag. Saarbrücken 1980.
- Das Nomadentum in Afghanistan. Meisenheim a. Glan 1973.
- Das Brunecker Becken. 1962.